# Liga Mexicana del Pacífico 2018-19
La Temporada 2018-19 de la Liga Mexicana del Pacífico fue la 61.ª edición, llevó el nombre Caliente.mx y dio inicio el 12 de octubre de 2018, con la visita de los Mayos de Navojoa a los Tomateros de Culiacán y mientras que Naranjeros de Hermosillo visitó a los Águilas de Mexicali. El resto de los juegos inaugurales iniciaron el día 13 de octubre de la siguiente manera: Yaquis visitando Cañeros y Venados visitando a Charros.
La primera vuelta terminó el 22 de noviembre, la segunda vuelta terminó el 31 de diciembre de 2018.
Buscando garantizar la imparcialidad en los juegos, se continuó utilizando la revisión instantánea (instant replay o challenge) para la temporada 2018-19, que sirve como apoyo para el cuerpo de ampáyers de la LMP.

## Sistema de competencia

### Temporada regular
La temporada regular se divide en dos vueltas, para totalizar 68 partidos para cada uno de los 8 equipos. 
La primera vuelta está integrada de 35 juegos y la segunda de 33 juegos para cada club. Al término de cada vuelta, se asigna a cada equipo una puntuación conforme a la posición que ocuparon en el standing, bajo el siguiente esquema:
- Primera posición: 8 puntos
- Segunda: 7 puntos
- Tercera: 6 puntos
- Cuarta: 5 puntos
- Quinta: 4,5 puntos
- Sexta: 4 puntos
- Séptima: 3,5 puntos
- Octava: 3 puntos

Al término de cada vuelta se asignan los puntos correspondientes a cada club de acuerdo al lugar que hayan logrado obtener. En caso de empate  los lugares que ocuparán cada club se definirán siguiendo consecutivamente los siguientes criterios hasta lograr el definitivo:
Mayor porcentaje de juegos ganados y perdidos entre los equipos empatados.
Dominio entre los clubes empatados.
Para aplicar el criterio del dominio, se precisa lo siguiente:
Que cuando dos equipos queden empatados en juegos ganados y perdidos, la mayor puntuación se otorgará al equipo que le haya ganado más juegos al rival.
Cuando tres o más equipos quedasen empatados en el porcentaje de juegos ganados y perdidos, la regla del dominio solo procederá si uno de los equipos empatados tiene dominio sobre la totalidad de los otros equipos.
Esta regla no procederá cuando habiendo empatados en juegos ganados y perdidos tres o más equipos el dominio haya sido alterno.
Mayor porcentaje de “run-average” entre los equipos involucrados.
Sorteo.
En los criterios anteriores se contabilizaran el total de los juegos celebrados en la o las vueltas que se están dilucidando.
Los anteriores parámetros se seguirán en forma consecutiva, lo que significa que una vez acudido a uno de ellos ya no se podrá regresar a los parámetros anteriores como pudiera ser el caso de más de 2 equipos empatados.
Una vez dilucidados los lugares y los puntos de cada equipo en cada una de las vueltas, se realizará la suma de puntos de ambas vueltas para obtener un “Standing General de puntos”, del cual se desprenderá que los equipos con menor cantidad de puntos (7º. y 8º. Lugares), se eliminarán de la competencia y los otros 6 avanzan a las series de Postemporada. Simultáneamente se estructura el “Standing General de juegos ganados y perdidos”.

RUN – AVERAGE: Se obtiene dividiendo el total de carreras anotadas multiplicado por 100 entre el total de carreras recibidas.
Si este sistema se aplica para definir posiciones en una vuelta determinada, se tomarán en cuenta todas las carreras, sucias y limpias, anotadas y recibidas por un club en todos sus juegos de la vuelta que se trate.
Si se aplica para definir la posición final de un club en la temporada completa, se tomarán en cuenta todas las carreras, sucias y limpias, anotadas y recibidas por el club durante las 2 vueltas del torneo.
Si el sistema se aplica para definir posiciones durante el Play off para dilucidar el equipo que avanza a la Serie semifinal, se tomarán en cuenta todas las carreras, sucias y limpias, anotadas y recibidas durante sus juegos de esa serie de Play off.

### Primer play-off o serie de “repesca”
Se enfrentarán el 1º. vs el 6º, el 2º. vs el 5º. y el 3º. vs. el 4º. Lugares del Standing General de puntos, en una serie de 7 juegos a ganar 4, iniciándose la serie en casa de los ocupantes del 1º,  2º y 3º. Lugares, bajo el sistema de 2 – 3 – 2 (casa-gira-casa).

### Semifinal
Avanzan a esta etapa los 3 equipos que resultaron ganadores de la eliminatoria y el mejor de los 3 perdedores (por repesca). Para definir al mejor de los perdedores se seguirán los siguientes criterios:
Mayor número de juegos ganados en la serie de Play-off.
Mayor porcentaje de “Run-average” en la serie de Play-off.
El equipo que haya ocupado el lugar más alto en el Standing General de Ganados y Perdidos.
Una vez definidos los 4 equipos que jugarán la semifinal se cancela el sistema de puntuación de las dos vueltas.
La serie semifinal será también a 7 juegos para ganar 4, bajo el sistema de 2-3-2, enfrentándose el 1º. vs el 4º. y el 2º. vs el 3º lugares del Standing General de ganados y perdidos.
La excepción se dará cuando bajo en este sistema, tuvieran que enfrentarse los mismos equipos que los hicieron durante el play-off. En cuyo caso se aprueba que el equipo que avanzó por “Repesca” se enfrente al mejor de los otro dos.
Las series se iniciarán en casa del 1º. y 2º. Lugares del Standing General de ganados y perdidos, excepto en el caso del equipo que avanzó por “repesca” que abrirá sus series siempre en gira (de visitante), independientemente del lugar que haya ocupado en el Standing citado.

### Final
Los dos equipos ganadores de la semifinal se enfrentarán por el Campeonato de la LMP en una serie de 7 juegos a ganar 4, bajo el sistema 2-3-2, iniciándose la serie en casa del mejor clasificado del Standing General de ganados y perdidos, excepto en el caso del equipo que avanzó por “repesca” que continuará abriendo de visitante.

## Equipos participantes
| Liga Mexicana del Pacífico 2018-19 |           |                      |                           |                            |           |
| Equipo                             | Fundación | Mánager              | Ciudad                    | Estadio                    | Capacidad |
| Águilas de Mexicali                | 1948      | Félix Fermín         | Mexicali, Baja California | B'Air                      | 17,000    |
| Cañeros de Los Mochis              | 1947      | víctor bojórquez     | Los Mochis, Sinaloa       | Nuevo Emilio Ibarra Almada | 11,000    |
| Charros de Jalisco                 | 1946      | Roberto Vizcarra     | Guadalajara, Jalisco      | Panamericano               | 13,000    |
| Mayos de Navojoa                   | 1950      | Willie Romero        | Navojoa, Sonora           | Manuel Ciclón Echeverría   | 11,500    |
| Naranjeros de Hermosillo           | 1945      | Bronswell Patrick    | Hermosillo, Sonora        | Sonora                     | 16,000    |
| Tomateros de Culiacán              | 1965      | Oscar Robles         | Culiacán, Sinaloa         | Tomateros                  | 20,000    |
| Venados de Mazatlán                | 1945      | Juan José Pacho      | Mazatlán, Sinaloa         | Nuevo Teodoro Mariscal     | 16,000    |
| Yaquis de Ciudad Obregón           | 1947      | Sergio Omar Gastélum | Ciudad Obregón, Sonora    | Yaquis                     | 16,000    |

## Standings

### Primera vuelta
| Equipos                  | JJ | JG | JP | JE | PCT  | JV  | PTS |
| ------------------------ | -- | -- | -- | -- | ---- | --- | --- |
| Tomateros de Culiacán    | 35 | 21 | 14 | -  | .600 | -   | 8.0 |
| Venados de Mazatlán      | 35 | 18 | 17 | -  | .514 | 3.0 | 7.0 |
| Naranjeros de Hermosillo | 35 | 18 | 17 | -  | .514 | 3.0 | 6.0 |
| Yaquis de Ciudad Obregón | 35 | 18 | 17 | -  | .514 | 3.0 | 5.0 |
| Águilas de Mexicali      | 35 | 17 | 17 | 1  | .500 | 3.5 | 4.5 |
| Mayos de Navojoa         | 35 | 17 | 17 | 1  | .500 | 3.5 | 4.0 |
| Charros de Jalisco       | 35 | 15 | 20 | -  | .429 | 6.0 | 3.5 |
| Cañeros de Los Mochis    | 35 | 15 | 20 | -  | .429 | 6.0 | 3.0 |

Nota: El empate entre Mazatlán, Hermosillo y Obregón se definió por el criterio del dominio.
Nota: El empate entre Jalisco y Los Mochis se definió por el criterio del dominio.

### Segunda vuelta
| Equipos                  | JJ | JG | JP | PCT  | JV   | PTS |
| ------------------------ | -- | -- | -- | ---- | ---- | --- |
| Cañeros de Los Mochis    | 33 | 21 | 12 | .636 | -    | 8.0 |
| Yaquis de Ciudad Obregón | 31 | 19 | 12 | .613 | 1.0  | 7.0 |
| Naranjeros de Hermosillo | 33 | 19 | 14 | .576 | 2.0  | 6.0 |
| Charros de Jalisco       | 32 | 17 | 15 | .531 | 3.5  | 5.0 |
| Tomateros de Culiacán    | 33 | 17 | 16 | .515 | 4.0  | 4.5 |
| Venados de Mazatlán      | 33 | 16 | 17 | .485 | 5.0  | 4.0 |
| Mayos de Navojoa         | 33 | 12 | 21 | .364 | 9.0  | 3.5 |
| Águilas de Mexicali      | 32 | 9  | 23 | .281 | 11.5 | 3.0 |

### General
| Equipos                  | JJ | JG | JP | JE | PCT  | JV   |
| ------------------------ | -- | -- | -- | -- | ---- | ---- |
| Yaquis de Ciudad Obregón | 66 | 37 | 29 | -  | .561 | -    |
| Tomateros de Culiacán    | 68 | 38 | 30 | -  | .559 | 1.0  |
| Naranjeros de Hermosillo | 68 | 37 | 31 | -  | .544 | 1.0  |
| Cañeros de Los Mochis    | 68 | 36 | 32 | -  | .529 | 2.0  |
| Venados de Mazatlán      | 68 | 34 | 34 | -  | .500 | 4.0  |
| Charros de Jalisco       | 67 | 32 | 35 | -  | .478 | 5.5  |
| Mayos de Navojoa         | 67 | 29 | 38 | 1  | .433 | 8.5  |
| Águilas de Mexicali      | 66 | 26 | 40 | 1  | .394 | 11.0 |

### Puntos
| Equipos                  | 1V  | 2V  | TOTAL |
| ------------------------ | --- | --- | ----- |
| Tomateros de Culiacán    | 8.0 | 4.5 | 12.5  |
| Yaquis de Ciudad Obregón | 5.0 | 7.0 | 12.0  |
| Naranjeros de Hermosillo | 6.0 | 6.0 | 12.0  |
| Cañeros de Los Mochis    | 3.0 | 8.0 | 11.0  |
| Venados de Mazatlán      | 7.0 | 4.0 | 11.0  |
| Charros de Jalisco       | 3.5 | 5.0 | 8.5   |
| Mayos de Navojoa         | 4.0 | 3.5 | 7.5   |
| Águilas de Mexicali      | 4.5 | 3.0 | 7.5   |

| Avanza a los playoffs |

## Playoffs
|  | Primer Play Off | Primer Play Off | Primer Play Off |          |   | Semifinales      | Semifinales      | Semifinales      |  |   | Final            | Final            | Final            |  |
|  | 1 - 9 de enero  | 1 - 9 de enero  | 1 - 9 de enero  |          |   | 11 - 19 de enero | 11 - 19 de enero | 11 - 19 de enero |  |   | 21 - 29 de enero | 21 - 29 de enero | 21 - 29 de enero |  |
|  |                 |                 |                 |          |   |                  |                  |                  |  |   |                  |                  |                  |  |
|  |                 |                 |                 |          |   |                  |                  |                  |  |   |                  |                  |                  |  |
|  | 6               | Jalisco         | 4               |          |   |                  |                  |                  |  |   |                  |                  |                  |  |
|  | 6               | Jalisco         | 4               |          |   |                  |                  |                  |  |   |                  |                  |                  |  |
|  | 1               | Culiacán        | 2               |          |   |                  |                  |                  |  |   |                  |                  |                  |  |
|  | 1               | Culiacán        | 2               |          | 6 | Jalisco          | 4                |                  |  |   |                  |                  |                  |  |
|  |                 |                 |                 |          | 6 | Jalisco          | 4                |                  |  |   |                  |                  |                  |  |
|  |                 |                 | 5               | Mazatlán | 1 |                  |                  |                  |  |   |                  |                  |                  |  |
|  | 5               | Mazatlán        | 5               | Mazatlán | 1 | 4                |                  |                  |  |   |                  |                  |                  |  |
|  | 5               | Mazatlán        |                 |          |   |                  |                  |                  |  |   |                  |                  |                  |  |
|  | 2               | Obregón         | 3               |          |   |                  |                  |                  |  |   |                  |                  |                  |  |
|  | 2               | Obregón         | 3               |          |   |                  |                  |                  |  | 6 | Jalisco          | 4                |                  |  |
|  |                 |                 |                 |          |   |                  |                  |                  |  | 6 | Jalisco          | 4                |                  |  |
|  |                 |                 | 2               | Obregón  | 2 |                  |                  |                  |  |   |                  |                  |                  |  |
|  | 4               | Los Mochis      | 2               | Obregón  | 2 | 4                |                  |                  |  |   |                  |                  |                  |  |
|  | 4               | Los Mochis      |                 |          |   |                  |                  |                  |  |   |                  |                  |                  |  |
|  | 3               | Hermosillo      | 2               |          |   |                  |                  |                  |  |   |                  |                  |                  |  |
|  | 3               | Hermosillo      | 2               |          | 4 | Los Mochis       | 3                |                  |  |   |                  |                  |                  |  |
|  |                 |                 |                 |          | 4 | Los Mochis       | 3                |                  |  |   |                  |                  |                  |  |
|  |                 |                 | 2               | Obregón  | 4 |                  |                  |                  |  |   |                  |                  |                  |  |
|  |                 |                 | 2               | Obregón  | 4 |                  |                  |                  |  |   |                  |                  |                  |  |
|  |                 |                 |                 |          |   |                  |                  |                  |  |   |                  |                  |                  |  |
|  |                 |                 |                 |          |   |                  |                  |                  |  |   |                  |                  |                  |  |
|  |                 |                 |                 |          |   |                  |                  |                  |  |   |                  |                  |                  |  |
|  |                 |                 |                 |          |   |                  |                  |                  |  |   |                  |                  |                  |  |

### Primer Play Off
| Equipos                  | JJ | JG | JP | JV  | PCT   | RA     |
| ------------------------ | -- | -- | -- | --- | ----- | ------ |
| Cañeros de Los Mochis    | 6  | 4  | 2  | -   | 0.667 | 125.00 |
| Charros de Jalisco       | 6  | 4  | 2  | -   | 0.667 | 155.56 |
| Venados de Mazatlán      | 7  | 4  | 3  | -   | 0.571 | 135.29 |
| Yaquis de Ciudad Obregón | 7  | 3  | 4  | 1.0 | 0.429 | 73.91  |
| Naranjeros de Hermosillo | 6  | 2  | 4  | 2.0 | 0.333 | 80.00  |
| Tomateros de Culiacán    | 6  | 2  | 4  | 2.0 | 0.333 | 64.29  |

| Avanza a semifinales |

| Avanza como comodín |

### Semifinales
| Equipos                  | JJ | JG | JP | JV  | PCT  |
| ------------------------ | -- | -- | -- | --- | ---- |
| Charros de Jalisco       | 5  | 4  | 1  | -   | .800 |
| Yaquis de Ciudad Obregón | 7  | 4  | 3  | -   | .571 |
| Cañeros de Los Mochis    | 7  | 3  | 4  | 1.0 | .429 |
| Venados de Mazatlán      | 5  | 1  | 4  | 3.0 | .200 |

| Avanza a la Final |

### Final
| Equipos                  | JJ | JG | JP | JV  | PCT  |
| ------------------------ | -- | -- | -- | --- | ---- |
| Charros de Jalisco       | 6  | 4  | 2  | -   | .667 |
| Yaquis de Ciudad Obregón | 6  | 2  | 4  | 2.0 | .333 |

| Campeón |

## Cuadro de honor
| Equipos                  | Posición   |
| ------------------------ | ---------- |
| Charros de Jalisco       | Campeón    |
| Yaquis de Ciudad Obregón | Subcampeón |
| Cañeros de Los Mochis    | 3° Lugar   |
| Venados de Mazatlán      | 4° Lugar   |
| Naranjeros de Hermosillo | 5° Lugar   |
| Tomateros de Culiacán    | 6° Lugar   |
| Mayos de Navojoa         | 7° Lugar   |
| Águilas de Mexicali      | 8° Lugar   |

## Líderes
A continuación se muestran los lideratos tanto individuales como colectivos de los diferentes departamentos de bateo y de pitcheo

### Bateo
| Categoría               | Individual              | Marca | Colectivo                                 | Marca |
| ----------------------- | ----------------------- | ----- | ----------------------------------------- | ----- |
| Porcentaje              | Francisco Peguero (HMO) | .352  | Charros de Jalisco                        | .272  |
| Carreras Producidas     | José M. Rodríguez (JAL) | 52    | Charros de Jalisco                        | 307   |
| Home Runs               | Jovan Rosa (NAV)        | 15    | Charros de Jalisco                        | 75    |
| Carreras Anotadas       | Alonzo Harris (NAV)     | 51    | Charros de Jalisco                        | 329   |
| Hits                    | Jasson Atondo (HMO)     | 81    | Charros de Jalisco                        | 634   |
| Dobles                  | Álex Liddi (MAZ)        | 18    | Mayos de Navojoa Yaquis de Ciudad Obregón | 107   |
| Triples                 | Edson García (MAZ)      | 4     | Venados de Mazatlán                       | 14    |
| Bases Robadas           | Alonzo Harris (NAV)     | 28    | Tomateros de Culiacán                     | 67    |
| Slugging                | Dariel Álvarez (JAL)    | .571  | Charros de Jalisco                        | .421  |
| Porcentaje de Embasarse | Ramón Urias (MOC)       | .432  | Charros de Jalisco                        | .337  |

### Pitcheo
| Categoría        | Individual                              | Marca | Colectivo                              | Marca |
| ---------------- | --------------------------------------- | ----- | -------------------------------------- | ----- |
| Efectividad      | Elian Leyva (JAL)                       | 2.02  | Charros de Jalisco                     | 3.08  |
| Juegos Ganados   | Elian Leyva (JAL)                       | 6     | Charros de Jalisco                     | 38    |
| Ponches          | Elian Leyva (JAL) David Reyes (CLN)     | 67    | Charros de Jalisco                     | 500   |
| Juegos Salvados  | Casey Coleman (CLN)                     | 22    | Tomateros de Culiacán                  | 27    |
| Juegos Lanzados  | Raudel Lazo (MXL)                       | 38    |                                        |       |
| Innings Lanzados | Javier Solano (MXL)                     | 81.2  | Charros de Jalisco                     | 603.1 |
| Juegos Completos | Rolando Valdez (MXL) Orlando Lara (JAL) | 1     | Águilas de Mexicali Charros de Jalisco | 1     |
| Blanqueadas      | Orlando Lara (JAL)                      | 1     | Naranjeros de Hermosillo               | 7     |

## Designaciones
| Designación                           | Trofeo             | Ganador              | Equipo                   |
| ------------------------------------- | ------------------ | -------------------- | ------------------------ |
| Jugador Más Valioso                   | Héctor Espino      | José M. Rodríguez    | Charros de Jalisco       |
| Pitcher del Año                       | Vicente Romo       | Elian Leyva          | Charros de Jalisco       |
| Relevista del Año                     | Isidro Márquez     | Casey Coleman        | Tomateros de Culiacán    |
| Novato del año                        | Baldomero Almada   | Jasson Atondo        | Naranjeros de Hermosillo |
| Mánager del Año                       | Benjamín Reyes     | Sergio Omar Gastelum | Yaquis de Ciudad Obregón |
| Mánager Campeón                       | Francisco Estrada  | Roberto Vizcarra     | Charros de Jalisco       |
| Jugador más Valioso de la Serie Final |                    | Dariel Álvarez       | Charros de Jalisco       |
| Campeón de Bateo                      | Matías Carrillo    | Francisco Peguero    | Naranjeros de Hermosillo |
| Campeón de Pitcheo                    |                    | Elian Leyva          | Charros de Jalisco       |
| Campeón de Cuadrangulares             | Ronnie Camacho     | Jovan Rosa           | Mayos de Navojoa         |
| Ejecutivo del año                     | Horacio López Díaz | Por Definir          | Charros de Jalisco       |
| Gerente del año                       | Abundio Vargas     | Por Definir          | Charros de Jalisco       |

## Guantes de Oro
A continuación se muestran a los ganadores de los Guantes de Oro de la temporada.
| Posición | Jugador            | Equipo                |
| C        | Fernando Flores    | Mayos de Navojoa      |
| 1B       | Brian Hernández    | Venados de Mazatlán   |
| 2B       | José M. Rodríguez  | Charros de Jalisco    |
| 3B       | Agustín Murillo    | Charros de Jalisco    |
| SS       | Amadeo Zazueta     | Charros de Jalisco    |
| JI       | Alonzo Harris      | Mayos de Navojoa      |
| JC       | Alejandro González | Mayos de Navojoa      |
| JD       | David Harris       | Águilas de Mexicali   |
| P        | Yoanis Quiala      | Cañeros de Los Mochis |

## Datos sobresalientes
* 12 oct El día de apertura de la Temporada Caliente.mx 2018-2019 de la LMP en Mexicali, Javier Solano, de los Águilas de Mexicali, da una cátedra de pitcheo, ponchando a ocho oponentes de manera consecutiva, y así logró empatar un récord en la LMP, igualando la hazaña lograda por Rafael García y Tom Thumberg, ambos en la Temporada 1980-1981. Javier Solano es el primero en lograr esta marca en juego inaugural, al final, se llevó el triunfo sumando 12 ponches, en la victoria de los Águilas de Mexicali por 3-0 ante los Naranjeros de Hermosillo.
* 13 oct Los Cañeros de Los Mochis estrenan una nueva casa, el remodelado estadio Emilio Ibarra Almada, enfrentando a los Yaquis de Obregón. La fiesta no fue completa para el conjunto verde, ya que terminaron con derrota ante la “tribu” cajemense con pizarra de 4-1.
* 14 oct Otro nuevo parque abre sus puertas, en esta ocasión, el renovado estadio Teodoro Mariscal, casa de los Venados de Mazatlán, quienes estrenaron con triunfo su inmueble, al doblegar con marcador de 9-0 a los Charros de Jalisco.
* 16 oct Sebastián Valle, receptor de los Venados de Mazatlán, dio el primer jonrón en la historia del nuevo estadio Teodoro Mariscal, bambinazo que ayudó a que los “porteños” superaran por 4-1 a los Yaquis de Obregón.
* 19 oct Llega el primer cuadrangular en la historia del nuevo estadio Emilio Ibarra, el cual fue conectado por Japhet Amador, de los Charros de Jalisco, quienes terminaron por imponerse a los Cañeros de Los Mochis por 6-1.
* 26 oct Orlando Lara, de los Charros de Jalisco, lanza en Zapopan, el juego sin hit ni carrera número 50 en la historia de la Liga Mexicana del Pacífico, logrando la proeza ante los Águilas de Mexicali, en un duelo que terminó con pizarra de 17-0. El zurdo veracruzano solamente permitió que tres jugadores llegaran a las bases, mediante un pasaporte, un pelotazo y un error. Las 17 carreras anotadas y los 21 imparables conectados por los tapatíos, son la mayor cantidad registrada en un juego sin hit ni carrera en este circuito.
* 28 oct En largo juego celebrado en Hermosillo, lleno de emociones y volteretas, los Yaquis de Obregón se llevan la victoria con marcador de 5-4. La duración del juego fue de 4 horas con 51 minutos, superando el récord de un juego de 9 entradas de mayor duración que tenían Guasave y Mazatlán (2007), así como Navojoa y Obregón (2008) de 4:45.
* 07 nov En una jornada sin precedentes, los cuatro juegos disputados este día tuvieron que definirse en entradas extras, siendo la primera vez que esto sucede en la historia de la Liga Mexicana del Pacífico.
* 13 nov En una jugada de doble robo, Ronnier Mustelier, de los Tomateros de Culiacán, se estafa el pentágono, siendo la segunda ocasión que lo hace en la temporada, y de esta forma, empató el récord con dos robos de home en una sola campaña, logro realizado también por Carlos “Chaflán” López (Mazatlán, 1974-1975). Con el robo de home, Mustelier colaboró al triunfo de los Tomateros de Culiacán con cartones de 3-2 sobre los Cañeros de Los Mochis.
* 26 dic En el juego donde los Yaquis de Obregón vencieron por 9-3 a los Águilas de Mexicali, se lograron dos récords ofensivos en LMP, primero, Mexicali empató una marca ya existente de ocho dobletes conectados por un solo equipo en un juego de nueve entradas. Con los cuatro batazos de dos estaciones que bateó también el equipo de Obregón, se empató además  el récord de más dobles en un duelo de nueve entradas, con 12 “tubeys”
* 27 dic Los Águilas de Mexicali son blanqueados por duodécima ocasión en la temporada, al caer por 2-0 ante los Yaquis de Obregón, dejando un nuevo récord en blanqueadas recibidas en una campaña.
* 30 dic El lanzador cubano Elián Leyva, de los Charros de Jalisco, lanzó una entrada, recetando un ponche, para proclamarse ganador de la “Triple Corona” del pitcheo, dejando un promedio de carreras limpias (PCLA) de 2.02, seis victorias y 67 ponches. Elián Leyva se convirtió en el quinto lanzador en la historia de la LMP en ganar la “triple joya”.